# A.L. Ivela
A. L. Ivela (1878, București – 19 februarie 1927, București) a fost un compozitor, profesor și scriitor român de origine evreiască.
După ce a urmat studiile liceului „Mihai Viteazul” din București s-a înscris la Facultatea de Medicină din București la studiile căreia v-a renunța din cauza unui accident care îl lasă fără vedere. În 1900 se înscrie la Academia de Muzică și Artă Dramatică (clasa de pian a profesorului Vorias) avându-i ca profesori pe D.G. Kiriac (la armonie) și pe Mauriciu Cohen-Linaru (la contrapunct), absolvind în paralel și Conservatorul din București.
Încă din timpul studenției începe să publice diferite lucrări pentru voce și pian.
Este angajat ca profesor de muzică la diferite școli secundare, predând în principal la Școala de la Vatra Luminoasă (fiind orb).
Dirijează la Arenele Romane și la Expoziția Universală din 1906.
Ca organist și șef de cor la Catedrala Comunității Spaniole, a scris o colecție de peste 200 de lucrări, „Iubal”, cu cântări religioase sefardice tradiționale, adaptate și originale, pentru orgă, orchestră, cor și solo, în majoritate inspirate și compuse de renumitul tenor Alberto della Pergola, primul oficiant al acestei catedre.
Compune, de asemenea, lucrări pentru soliști, orchestră și cor, ce au fost interpretate în cadrul numeroaselor concerte de la Ateneul Român și Teatrul Liric.
Este autorul volumului „Dicționar muzical ilustrat”, cel mai important dicționar muzical din perioada interbelică.

## Opera
- „De-ale muzicii”, București, 1909.
- „Album de cântece și coruri”, 1914.
- „Lira școlarului”, 1914.
- „Solfegii și cântece”, manual pentru clasele I-IV, 1914.
- „Al IV-lea album muzical”, 1919.
- „A doua Lira Maestrului”, 1919.
- „Manual de muzică vocală pentru clasele I – II”, 1919.
- „Orpheus”, 1921.
- „Dicționar muzical ilustrat”, 1927.
- „Povestiri muzicale”, 1927.